# Racomitrium
Genre
Racomitrium  est un genre de mousses de la famille des Grimmiaceae.

## Liste d'espèces
- Racomitrium alare (Broth.) Paris
- Racomitrium albipiliferum C. Gao & T. Cao
- Racomitrium amoenum (Broth.) Paris
- Racomitrium andreaeoides Herzog
- Racomitrium angustifolium Broth.
- Racomitrium aquaticum (Brid. ex Schrad.) Brid.
- Racomitrium aterrimum (Müll. Hal.) Paris
- Racomitrium austrogeorgicum Paris
- Racomitrium barbuloides Cardot
- Racomitrium bartramii (Roiv.) H. Rob.
- Racomitrium brachypus (Müll. Hal.) Paris
- Racomitrium brevisetum Lindb.
- Racomitrium canescens (Hedw.) Brid.
- Racomitrium carinatum Cardot
- Racomitrium chrysoblastum (Müll. Hal.) Kindb.
- Racomitrium crispipilum (Taylor) A. Jaeger
- Racomitrium crispulum (Hook. f. & Wilson) Hook. f. & Wilson
- Racomitrium crumianum Fife
- Racomitrium cucullatifolium Hampe
- Racomitrium cucullatulum Broth.
- Racomitrium curiosissimum Bednarek-Ochyra & Ochyra
- Racomitrium decurrens Dixon
- Racomitrium dichelymoides Herzog
- Racomitrium didymum (Mont.) Lorentz
- Racomitrium durum (Müll. Hal. ex Broth.) Paris
- Racomitrium ellipticum (Turner) Bruch & Schimp.
- Racomitrium emersum (Müll. Hal.) A. Jaeger
- Racomitrium fastigiatum Wallr.
- Racomitrium flettii Holz.
- Racomitrium funale (Schwägr.) Huebener
- Racomitrium fuscescens Wilson
- Racomitrium genuflexum (Müll. Hal.) Ochyra & Matteri
- Racomitrium gracillimum Dixon
- Racomitrium grimmioides Herzog
- Racomitrium hausmannianum (De Not.) Molendo
- Racomitrium helvolum (Müll. Hal.) Paris
- Racomitrium hespericum Sérgio, J. Muñoz & Ochyra
- Racomitrium heterostichoides Cardot
- Racomitrium himalayanum (Mitt.) A. Jaeger
- Racomitrium hyalinocuspidatum (Müll. Hal.) Kindb.
- Racomitrium incurvum (Hoppe & Hornsch.) Huebener
- Racomitrium japonicum Dozy & Molk.
- Racomitrium joseph-hookeri Frisvoll
- Racomitrium kerguelense Ochyra & Matteri
- Racomitrium laetum Besch. & Cardot
- Racomitrium laevigatum A. Jaeger
- Racomitrium lamprocarpum (Müll. Hal.) A. Jaeger
- Racomitrium lanuginosum (Hedw.) Brid.
- Racomitrium lepervanchei Besch.
- Racomitrium lusitanicum Ochyra & Sérgio
- Racomitrium macounii Kindb.
- Racomitrium marginatum Lojac.
- Racomitrium membranaceum (Mitt.) Paris
- Racomitrium minutum (Müll. Hal.) Ochyra & Matteri
- Racomitrium muticum (Kindb.) Frisvoll
- Racomitrium nigritum A. Jaeger
- Racomitrium nigroviride (Müll. Hal.) Paris
- Racomitrium nipponicum Sakurai
- Racomitrium nitidulum Cardot
- Racomitrium obtusifolium (P. Beauv.) Brid.
- Racomitrium obtusum (Brid.) Brid.
- Racomitrium ochraceum (Müll. Hal.) Ochyra & Matteri
- Racomitrium orientale (Cardot) Sakurai
- Racomitrium orthotrichaceum (Müll. Hal.) Paris
- Racomitrium pachydictyon Cardot
- Racomitrium panschii (Müll. Hal.) Kindb.
- Racomitrium papeetense Besch.
- Racomitrium patagonicum Bednarek-Ochyra & Ochyra
- Racomitrium phyllanthum (Lindb. ex Broth.) Warnst.
- Racomitrium polyphyllum (Sw.) Brid.
- Racomitrium protensum (A. Braun ex Duby) Huebener
- Racomitrium pruinosum (Wilson) Müll. Hal.
- Racomitrium pseudoaciculare (Müll. Hal.) Paris
- Racomitrium pseudopatens (Müll. Hal.) Paris
- Racomitrium ptychophyllum (Mitt.) Mitt.
- Racomitrium rigidissimum (Müll. Hal.) Paris
- Racomitrium rupestre (Hook. f. & Wilson) Wilson & Hook. f.
- Racomitrium seychellarum Besch.
- Racomitrium steerei D.G. Griffin
- Racomitrium striatipilum Cardot
- Racomitrium strictifolium (Mitt.) A. Jaeger
- Racomitrium subcrispipilum (Müll. Hal.) A. Jaeger
- Racomitrium sublamprocarpum (Müll. Hal.) Paris
- Racomitrium subnigritum (Müll. Hal.) Paris
- Racomitrium subrupestre Roiv.
- Racomitrium subsecundum (Hook. & Grev. ex Harv.) Mitt.
- Racomitrium subulifolium Cardot
- Racomitrium sulcipilum (Müll. Hal.) Paris
- Racomitrium sullivanii (Müll. Hal.) Broth.
- Racomitrium symphyodontum (Müll. Hal.) Paris
- Racomitrium tortipilum (Müll. Hal.) Broth.
- Racomitrium valdon-smithii Ochyra & Bednarek-Ochyra
- Racomitrium verrucosum Frisvoll
- Racomitrium visnadiae W.R. Buck
- Racomitrium vulcanicola Frisvoll & Deguchi
- Racomitrium vulcanicum Lorentz
- Racomitrium willii (Müll. Hal.) Kindb.
- Racomitrium zygodonticaule (Müll. Hal.) Paris